# Hymna podkarpatských Rusínů
Hymna podkarpatských Rusínů (rusínsky Гимн Подкарпатських Русинов) je hymna Podkarpatské Rusi v rámci rusínské národnosti z roku 1919. Slova napsal rusínský spisovatel Alexander Duchnovič v 50. letech 19. století a hudbu složil Rusín Zdenek Lysko v roce 1919.
V době československé státní správy na Podkarpatské Rusi karpatští Rusíni měli svou vlastní národní hymnu, kterou hráli nebo zpívali při různých rusínských kulturních akcích a při příležitosti některých oficiálních státních událostí. Ačkoliv se tak dělo na Podkarpatské Rusi a v prešovském regionu od počátku 20. let 20. století, až v roce 1937 vláda Československa vydala nařízení o tom, že rusínská hymna se má hrát nebo zpívat na Podkarpatské Rusi po státní hymně.[zdroj?]

## Slova hymny
Hymna je v rusínské a ruské verzi.

### Rusínská (jazyčie)
Подкарпатские русины,

Оставьте глубокий сон.

Народный голос зовет вас:

Не забудьте о своем!

Наш народ любимый

да будет свободный

От него да отдалится

неприятелей буря.

Да посетит справедливость

уж и русское племя!

Желание русских вождь:

Русский да живет народ!

Просим Бога Вышняго

да поддержит русскаго

и даст века лучшаго!
fonetický převod z rusínštiny
Podkarpatskye rusynŷ,

Ostav´te hlubokyj son.

Narodnŷj holos zovet vas:

Ne zabud´te o svoem!

Naš narod l´ubymŷj

da budet svobodnŷj

Ot neho da otdalyts´a

nepryjatelej bur´a.

Da posetyt spravedlyvost´

už y russkoe plemja!

Želanye russkych vožd´:

Russkyj da žyvet narod!

Prosym Boha Vŷšn´aho

da podderžyt russkaho

y dast veka lučšaho!

### Ruská verze
fonetický přepis z azbuky
Podkarpatskiji Rusyny ostavte hlubokyj son!

Narodnyj holos zovet Vás:

Ne zabudjte o svojim!

Náš narod ljubymyj da žyvet svobodnyj.

Od neho da otdalytsja

nepryjatelej burja,

Da sohrijet spravedlyvosť

vže i rusjkoje plemja!

Želanije rusjkych vat.

Rusjkyj da žyvet naroď!

Prosym Boha Vyšnjaho,

Da poderžyť rusjkoho,

I dasť vika lučšoho!